# Prasocuris junci
Prasocuris junci – gatunek chrząszcza z rodziny stonkowatych i podrodziny Chrysomelinae.
Gatunek ten opisany został po raz pierwszy w 1790 roku przez Nikolausa Josepha Brahma jako Chrysomela junci.
Chrząszcz o ciele długości od 4 do 5 mm, umiarkowanie wypukłym, silnie wydłużonym i smukłym. Z wierzchu ubarwiony jest  ciemnozielono, niebiesko lub czarnomosiężnie, zawsze z metalicznym połyskiem i bez żółtoczerwonego wzoru. Czułki mają sześć członów nasadowych połyskujących i gładkich, a pięć członów wierzchołkowych rozszerzonych, matowych i gęsto porośniętych włoskami. Siódmy człon czułków nie ma wyrostka na szczycie. Nieco węższe od pokryw i tylko trochę szersze niż dłuższe przedplecze ma tylną krawędź obrzeżoną listewką. Pokrywy mają boczne krawędzie równoległe i nieorzęsione z tyłu, a ich epipleury są z tyłu silnie zwężone. Delikatne punktowanie pokryw ustawione jest w regularne rzędy, a przestrzeń między punktami skórzastą wskutek pokrycia delikatnymi zmarszczkami. Odnóża mają golenie bez ząbkowatych rozszerzeń, a pazurki bez ząbka u nasady.
Siedliskami tych chrząszczy są zbiorowiska roślinności błotnej i nadwodnej na nizinach i w niższych położeniach górskich. Ich roślinami żywicielskimi są przetacznik bobownik i przetacznik bobowniczek. Owady dorosłe są aktywne od wczesnej wiosny do jesieni.
Gatunek palearktyczny. W Europie stwierdzony został m.in. w Wielkiej Brytanii, Francji, Belgii, Holandii, Niemczech, Szwajcarii, Austrii, Włoszech, Danii, Szwecji, Estonii, Łotwie, Litwie, Polsce, Czechach, Białorusi, Ukrainie, Węgrzech, Słowenii, Bośni i Hercegowinie, Serbii, Bułgarii, Macedonii, Grecji i Rosji. Dalej na wschód sięga do Turcji, Azerbejdżanu i północnego Kazachstanu. W Polsce jest relatywnie rzadki, podawany jest z nielicznych lokalizacji.